# Línia telefònica
Una “línia telefònica” o “circuit telefònic” és un circuit elèctric d'un sistema de telecomunicacions per telèfon. Típicament, es refereix a un cable elèctric físic o un altre mitjà de transmissió de senyals que connecti l'aparell telefònic de l'usuari a la xarxa de telecomunicacions, i normalment suposa també un únic número de telèfon associat a aquest usuari per poder facturar el servei prestat.
El 1876 les primeres línies era un simple conductor de coure directament connectat a un telèfon a un altre fil connectat a una presa de terra. Més tard, el 1878, la companyia telefònica Bell va començar a instal·lar unes línies (conegudes com a bucle local) des del telèfon de cada usuari a la centraleta, que portava a terme tots els intercanvis elèctrics necessaris per permetre que els senyals de veu fossin transmesos a telèfons més llunyans. Quan es realitza una trucada a llarga distància, la centraleta connecta el bucle local, a través d'una línia de llarga distància i centres de commutació, a la centraleta de destí que disposa del bucle d'abonat del número marcat.
Aquests cables eren normalment de coure (encara que també s'ha fet servir alumini) i es portaven de dos en dos, separats aproximadament 25 cm, en pals, i més tard com parells trenats. Les línies modernes poden anar sota terra a un convertidor analògic-digital que converteix el senyal analògic a digital per poder-lo transmetre per fibra òptica
La majoria de les llars estan connectats mitjançant conductors de coure acabats en connectors RJ-11. Quan es realitza una trucada loca dins la mateixa centraleta, aquesta connecta el bucle local al bucle d'abonat del número marcat.